# Joseph Ruddy
Joseph Aloysius "Joe" Ruddy, Sr. (Nova York, 28 de setembre de 1878 – Nova York, 11 de novembre de 1962) va ser un nedador i waterpolista estatunidenc que va competir a principis del segle xx.
El 1904 va prendre part en els Jocs Olímpics de Saint Louis, on va guanyar la medalla d'or en la prova dels 4x50 iardes relleus lliures, junt a Leo Goodwin, Louis Handley i Charles Daniels. En aquests mateixos Jocs guanyà una segona medalla d'or com a membre de l'equip New York Athletic Club en la competició de waterpolo.
Era el pare del també nedador Ray Ruddy, que participà en els Jocs Olímpics de 1928.